# チャールズ・エジソン
チャールズ・エジソン（Charles Edison, 1890年8月3日 - 1969年7月31日）は、アメリカ合衆国の政治家。1940年にアメリカ合衆国海軍長官代行を、1941年から1944年まで第42代ニュージャージー州知事を務めた。

## 生い立ちと家族
1890年8月3日、エジソンはニュージャージー州ウェストオレンジで生まれた。父親は発明家のトーマス・エジソン、母親は実業家ルイス・ミラーの娘のミナ・ミラー（Mina Miller, 1865年 - 1947年）であった。姉はマドレーン・エジソン、弟に発明家・環境活動家のセオドア・エジソンがいる。他の兄弟姉妹には異母姉と異母兄がいる。エジソンはコネチカット州レイクヴィルのホッチキス高校で学んだ。
1918年3月27日、エジソンはフロリダ州フォート・マイヤーズにある両親の別荘において、大学時代の同級生キャロリン・ホーキンス（Carolyn Hawkins）と結婚した。2人の間に子供は生まれなかった。エジソンは1927年に父親が創設したトマス・A・エジソン社の社長に就任した。エジソンは1959年に同社が売却するまで、社長を務めた。

## 海軍長官
1937年、フランクリン・ルーズベルト大統領はエジソンを海軍次官補として任命した。1940年1月2日、ルーズベルト大統領はエジソンをアメリカ合衆国海軍長官代行として指名した。これは前任の海軍長官クロード・スワンソンが急死したことに伴う措置であった。海軍省においてエジソンは、アイオワ級戦艦の建造を推進した。そして1940年6月24日、エジソンはニュージャージー州知事選挙に出馬するために海軍長官代行を辞任した。

## 州知事
1940年、エジソンはニュージャージー州知事選挙で勝利を収めた。エジソンは民主党支持を宣言し、それまでの共和党支持という家の伝統を捨てた。州知事としてエジソンは州憲法の改正を提起したが、州民投票によって改正は失敗に終わった。

## 晩年
1948年、エジソンはブルック財団（現在のチャールズ・エジソン基金）を設立し、慈善事業に参加した。エジソンは1951年から1969年までニューヨーク州マンハッタンにある高級ホテル、ウォルドルフ＝アストリアで暮らした。エジソンはこのホテルで同じく暮らしていたハーバート・フーヴァーと知り合いになった。1962年にエジソンはニューヨーク州保守党の設立者の1人となった。
1969年7月31日、エジソンはニューヨークで死去した。エジソンの遺体はニュージャージー州イーストオレンジのローズデール墓地に埋葬された。